# Николаевский монастырь (Ташкент)
Никола́евский общежи́тельный мужско́й монасты́рь (Ташкент) — упразднённый (впоследствии восстановленный в качестве женского) православный мужской монастырь Ташкентской и Узбекистанской епархии Среднеазиатского митрополичьего округа Русской православной церкви.

## История
Освящён 1 октября 1894 года. С 15 февраля 1894 года — храм Святого Николая. С 1895 года — Николаевский общежительный мужской монастырь. Закрыт в 1922 году.
В монастыре, построенном из жжёного кирпича, оштукатуренном и окрашенном бирюзовой краской, был богато украшенный иконостас. После закрытия монастыря его богатая утварь была передана в другие храма Ташкента.
В начале 1990-х годов Священный синод принял решение о восстановлении монастыря, которому было присвоено название Свято-Троицкий Никольский женский монастырь.